# Bruce Gardner
Bruce Lynn Gardner (* 31. August 1942 in Solon Mills, McHenry County, Illinois; † 14. März 2008 in Baltimore) war ein US-amerikanischer Agrarökonom. Er war lange Zeit Professor an der University of Maryland.

## Leben
Gardner wuchs auf einem Milchviehbetrieb in Solon Mills auf. Er studierte Agrarökonomie an der University of Illinois (Bachelor, 1964) und erhielt 1968 einen Ph.D. in Wirtschaftswissenschaften an der University of Chicago. Er war Professor an der North Carolina State University (1968–1975), der Texas A&M University (1977–1980), und der University of Maryland (1981–2008). Außerdem war er für die Regierung als Ökonom tätig: 1975–1977 im Council of Economic Advisers und 1989–1992 am USDA.
Im Februar 2008 wurde ihm ein Multiples Myelom attestiert, woran er am 14. März. verstarb. Er hinterließ seine Ehefrau und zwei Kinder.

## Arbeit
Gardners Forschungsgebiete waren Agrarökonomie, Agrarpolitik und internationale Landwirtschaft.

## Bücher (Auswahl)
- Bruce Gardner & Gordon Rausser (Hrsg.): Handbook of Agricultural Economics: 1A. Elsevier Science, 2001. ISBN 0-444-50728-0.
- Bruce Gardner & Gordon Rausser (Hrsg.): Handbook of Agricultural Economics: 1B. Elsevier Science, 2001. ISBN 0-444-50729-9.
- Bruce Gardner: U.S. Agriculture in the Twentieth Century: How it Flourished and What it Cost. Harvard University Press, 2006. ISBN 0-674-01989-X.